# Făgetu de Jos, Alba
Făgetu de Jos (în trecut Beleștii de Jos ) este un sat în comuna Poiana Vadului din județul Alba, Transilvania, România.